# Ibrahim al-Harbi
Ibrahim al-Harbi est un footballeur saoudien né le 10 juillet 1975 à Riyad.

## Carrière
- 1993-2007 : Al Nasr Riyad  Arabie saoudite
- 2007-???? : Ohud Médine  Arabie saoudite

## Sélections
- Sélectionné avec l'équipe d'Arabie saoudite de 1994 à 2002.